# Río Cabagán
El río Cabagán es un curso de agua de Cuba, que desemboca en el sur de la isla.

## Curso
Nace en la sierra de Aguacate y, fluyendo en dirección sur, termina por desembocar en la costa sur de la isla de Cuba. Aparece descrito en el primer tomo del Diccionario geográfico, estadístico, histórico, de la isla de Cuba de Jacobo de la Pezuela de la siguiente manera:

Cabagan. (rio de) Pequeña corriente torrentosa que nace en la sierra del Aguacate, faldea por el O. la de Cabagan, atraviesa el partido de este nombre de N. á S. y va á desaguar por la costa meridional. Sus aguas son cristalinas y crian alguna pesca. Tiene bastante anchura pero es de poco fondo. J. de Trinidad.
(Pezuela, 1863, p. 201)